# Peter Donnhäuser
Peter Donnhäuser (27. června 1900 Dolní Dvůr – 23. dubna 1933 Karlovy Vary) byl nacistický zemský vůdce mládeže (Nationalsozialistischer Jugendverband; NSJ) v Sudetech, povoláním učitel.

## Život
Narodil se 27. června 1900 v obci Dolní Dvůr (Niederhof) u Vrchlabí. Roku 1919 absolvoval učitelský ústav v Trutnově, poté pracoval jako učitel v jihozápadních Čechách.
Zapojil se do německého nacionalistického hnutí. Roku 1927 se stal skupinovým vedoucím (Gruppenführer), později župním vedoucím (Gauführer) v Karlových Varech a krajským spolkovým vedoucím (Kreisverbandführer) oblasti Teplice – Cheb. Od roku 1931 zastával funkci zemského vůdce mládeže pro Čechy (Landesführer des Jugendverbandes für Böhmen).
Kvůli svým národně-sociálním aktivitám jako vůdce mládeže byl československými úřady roku 1932 propuštěn ze státní služby a 24. září téhož roku odsouzen brněnským krajským trestním soudem ke dvěma letům odnětí svobody a pokutě 2000 Kč. Jednalo se o velký proces se šesti vedoucími představiteli německých organizací Volkssport, Jugendverband a Sudetenbund. Soud došel k závěru, že tyto spolky tvořily součást strany německých národních socialistů v ČSR, jejímž konečným a tajným cílem bylo odtržení části Československé republiky a její připojení k Německé říši. Koordinovali svou činnost s říšskoněmeckými národními socialisty a uznávali vůdcovství Adolfa Hitlera. Cílem Volkssportu bylo vycvičit ilegální armádu po vzoru německého SA a Jugendverband (vedeného Donnhäuserem) měl pro tuto organizaci vychovávat dorost. Tím porušili Zákon na ochranu republiky, čehož si byli vědomi, protože je na to už v prosinci 1930 upozornil poslanec Hans Krebs.
Z vězení byl podmínečně propuštěn 15. března 1933. Protože s učitelským místem už nemohl počítat, začal již dříve studovat práva a živil se jednak soukromými hodinami, jednak prací v advokátní kanceláři dr. Starka. Bydlel v Praze XII (na Vinohradech).
22. dubna 1933 byl během cesty do Aše zatčen ve vlaku a umístěn do policejní cely v Karlových Varech na základě udání, že vedl řeči nepřátelské vůči státu. Podle některých zdrojů měl jet na stranickou schůzi, ačkoliv věděl, že tím porušuje podmínku a hrozí mu zatčení; z výsledků vyšetřování ovšem spíše vyplývalo, že mířil přes Hranice (Rossbach) do emigrace v Německu, protože měl u sebe cestovní pas a byly u něj také nalezeny tajné úřední dokumenty.
Po výslechu byl odveden do policejní věznice. Během noci na něj několikrát dohlédli. 23. dubna o půl páté ještě ležel na pohovce, ale ráno byl nalezen oběšený. Některé (říšsko)německé listy tvrdily, že zemřel v důsledku týrání, ale úřední ohledání za přítomnosti zástupců německých národních socialistů i následná soudní pitva žádné násilí neprokázaly a jako příčina smrti byla jednoznačně konstatována sebevražda. Motivem bylo pravděpodobně zklamání z nevydařeného útěku, s jehož úspěchem již od brněnského procesu počítal, a strach z hrozícího trestu.

## Odkaz
Bylo po něm pojmenováno několik ulic: v Liberci, Bayreuthu, Berlíně (dnes Terrassenstraße) a v Brně (dnešní Lesnická ulice) či v Hradci Králové (dnešní U Soudu). V Liberci po něm byla během druhé světové války pojmenována i knihovna. Ve Vrchlabí, během okupace, bylo po něm pojmenováno náměstí, nyní Náměstí TGM.